# Сканирование сетчатки глаза

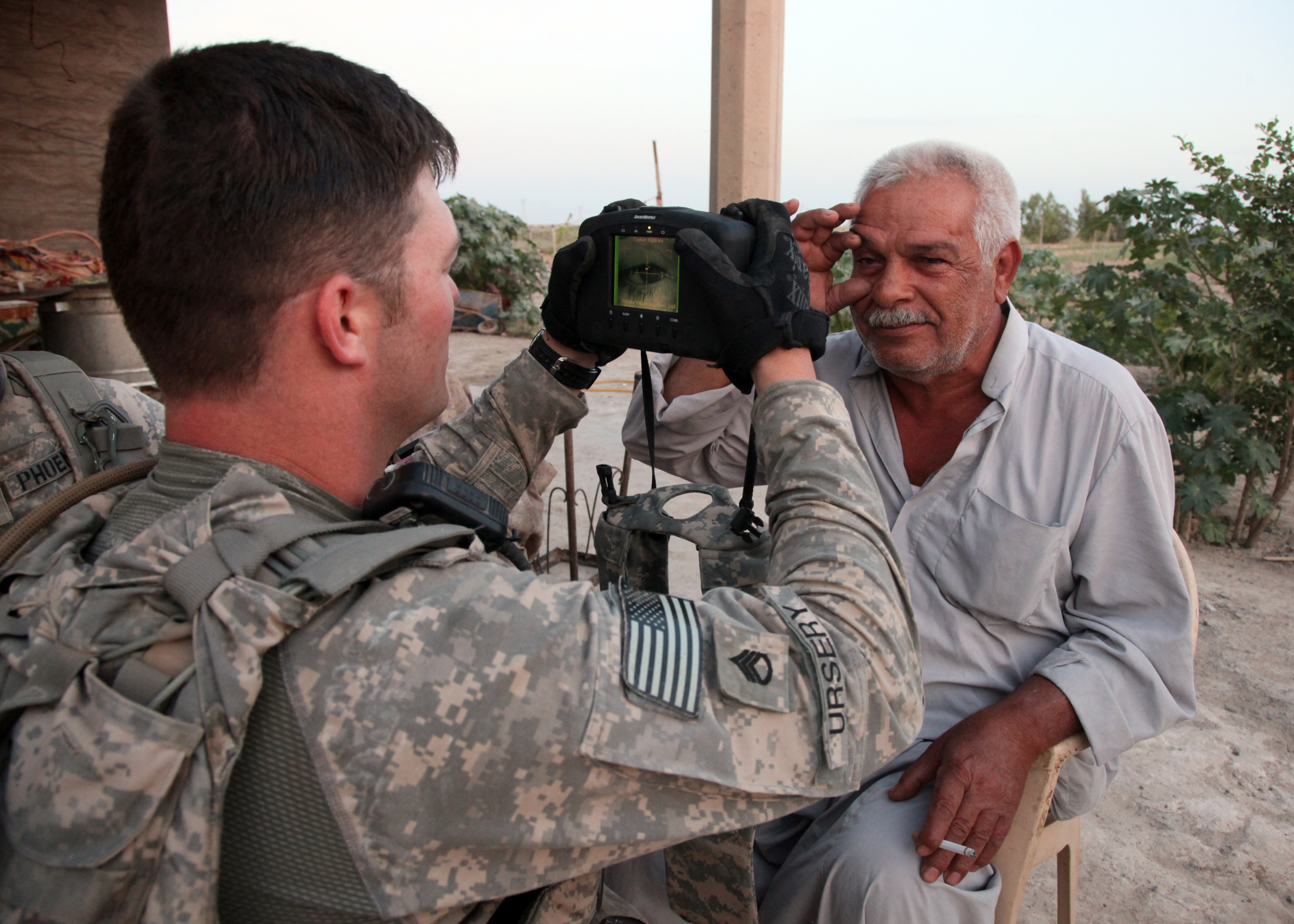
Сканирование сетчатки глаза американским солдатом пожилого мужчины в Ираке

Сканирование сетчатки глаза — это одна из биометрических технологий, используемая для проверки подлинности личности.
Тип биометрической технологии, который рассматривается в данной статье, использует физиологический параметр — уникальность сетчатки глаза. Данный метод часто путают с аутентификацией по радужной оболочке глаза, однако это совершенно другой способ аутентификации.

## История
Первые упоминания об использовании сетчатки в качестве средства для проверки и идентификации восходят к 1930-м годам. Первое научное исследование было проведено доктором Карлтоном Саймоном и доктором Изодором Гольдштейном. В своей работе они предположили, что из-за различного распределения кровеносных сосудов сетчатка обладает структурой, уникальной для каждого человека, а значит может быть использована в качестве средства подтверждения личности.
Следующее научное исследование, которое подтвердило уникальность сетчатки, было проведено в 1950-х годах ученым, известным как доктор Пол Тауэр. Благодаря его работе было обнаружено, что даже у близнецов структура сетчатки различна. Более того, как и радужная оболочка глаза, сетчатка практически не изменяется в течение жизни человека, за исключением случаев болезни или слепоты.
Таким образом, распознавание по сетчатке является очень надежной системой биометрической аутентификации по сравнению с такими, как распознавание лиц или отпечатков пальцев.

## Процесс распознавания сетчатки
В отличие от других биометрических способов, для распознавания сетчатки требуется большое количество требований от пользователя для сбора высококачественных данных. Необходимо, чтобы пользователь находился в непосредственной близости от устройства сканирования сетчатки. В этом состоит большое различие с распознаванием радужной оболочки, когда данные можно собирать с очень большого расстояния.
Процесс можно разбить следующим образом.

### Сбор и обработка данных
На этом первом этапе человек должен зафиксировать свой глаз перед небольшим приемником. Отсюда инфракрасный световой луч затем излучается в глаз, чтобы полностью осветить сетчатку. Чтобы уменьшить вероятность ошибки, этот свет излучается на 360 градусов. Данный процесс может занять до нескольких минут. Чтобы обеспечить сбор качественных изображений, человек должен оставаться абсолютно неподвижным, очков или линз быть не должно в целях устранения помех. На этой стадии можно собрать и проанализировать до пяти необработанных изображений, чтобы создать комплексное изображение, из которого затем будут извлечены уникальные признаки.

### Создание шаблона регистрации и подтверждения
На этом втором этапе извлекаются уникальные признаки. Генетические факторы фактически не определяют состав структуры кровеносных сосудов, из которых состоит сетчатка. Другими словами, это не вписывается в структуру ДНК человека и не передается потомству. Из-за этого с сетчатки может быть получено до 400 уникальных признаков (для отпечатка пальца — примерно в 30-40). После этого создается шаблон регистрации. Размер шаблона регистрации сетчатки составляет всего 96 байт и считается самым маленьким биометрическим шаблоном из всех. Это, очевидно, имеет многочисленные преимущества. Во-первых, при проверке статистической схожести между шаблонами проверки и регистрации значительно снижаются расходы на вычисления. Во-вторых, этот небольшой размер означает, что большее количество шаблонов может храниться в одной базе данных. Этот же процесс также используется для создания шаблона подтверждения.
Поскольку для распознавания сетчатки требуется высокая точность при сборе данных, существует ряд факторов, которые могут значительно помешать процессу распознавания:
- Неаккуратность пользователя при считывании данных:

Как было описано, человек должен оставаться совершенно неподвижным на протяжении всего процесса. Любое внезапное или непреднамеренное движение может негативно повлиять на относительное расположение линзы, которая используется для передачи луча инфракрасного света в сетчатку.
- Большое расстояние между глазом и объективом:

Для выполнения высококачественного сканирования между приемником и сетчаткой должно быть расстояние не более 3 дюймов. Если расстояние превышает вышеуказанное, процесс сканирования должен повторяться снова, пока данное требование не будет соблюдено. В этом отношении, по сравнению с другими биометрическими методами, точность имеет первостепенное значение при распознавании сетчатки.
- Размер зрачка человека:

Маленький зрачок может значительно уменьшить количество внешнего света, который передается на сетчатку. Также, данная проблема может усугубиться при сжатии зрачка из-за неправильных условий освещения.

## Преимущества и недостатки

### Преимущества
- Сетчатка считается очень стабильной и практически не меняется в течение жизни человека. Таким образом, в этом отношении она считается самой надежной биометрической технологией, доступной на рынке сегодня.
- Учитывая небольшой размер считываемых и анализируемых данных распознавания сетчатки, система способна быстро подтверждать личность человека.
- Из-за большого количества уникальных признаков, которыми обладает сетчатка, вероятность ложного срабатывания крайне низка.
- Поскольку сетчатка расположена внутри самой структуры глаза, она не подвержена влиянию внешней среды, в отличие от геометрии рук и отпечатков пальцев.

### Недостатки
- Многие люди опасаются, что данная процедура негативно влияет на зрение (хотя научно данный факт не доказан)
- По сравнению со всеми другими биометрическими методами распознавание сетчатки требует от пользователя больше всего усилий.
- Из-за высоких требований к пользователю может понадобиться несколько попыток аутентификации и длительное время для получения результатов. Таким образом, если процесс не будет выполнен правильно, это может привести к очень большой частоте ложных отказов.

## Алгоритмы, используемые при аутентификации

### Алгоритм, основанный на методе фазовой корреляции
В данном алгоритме оцениваются вращение и смещение изображений относительно друг друга при помощи метода фазовой корреляции. После этого изображения выравниваются и вычисляется коэффициент, называемый показателем схожести.
Пусть {\displaystyle f_{s}(x,y)} и {\displaystyle f_{r}(x,y)} — изображения, одно из которых сдвинуто на {\displaystyle (x_{0},y_{0})} относительно другого, а {\displaystyle F_{s}(x,y)} и {\displaystyle F_{r}(x,y)} — их преобразования Фурье, тогда:
{\displaystyle f_{s}(x,y)=f_{r}(x-x_{0},y-y_{0})}
{\displaystyle F_{s}(u,v)=e^{-j2\pi (ux_{0}+vy_{0})}F_{r}(u,v)}
{\displaystyle R={\frac {F_{r}(u,v)F_{s}^{*}(u,v)}{|F_{s}(u,v)F_{r}(u,v)|^{\prime }}}}, где R — кросс-спектр
Получим импульс-функцию, вычислив обратное преобразование Фурье кросс-спектра
{\displaystyle F^{-1}(R)=\delta (x-x_{0},y-y_{0})}
Найдем искомое смещение, предварительно определив максимум этой функции
Затем при помощи полярных координат найдем угол вращения {\displaystyle \theta _{0}} при наличии смещения {\displaystyle (x_{0},y_{0})}:
{\displaystyle f_{s}(x,y)=f_{r}(xcos\theta _{0}-ysin\theta _{0}-x_{0},xsin\theta _{0}+ycos\theta _{0}-y_{0})}
{\displaystyle F_{s}(u,v)=e^{-j2\pi (ux_{0}+vy_{0})}F_{r}(ucos\theta _{0}-vsin\theta _{0},usin\theta _{0}+vcos\theta _{0})}
{\displaystyle |F_{s}(\rho ,\theta )|=|F_{r}(\rho ,\theta -\theta _{0})|}
Затем, как и в предыдущем случае, применяется метод фазовой корреляции.
После этого вычисляется показатель схожести по следующей формуле:
{\displaystyle similarity={\frac {count\_non\_zero\_pixels(f_{s}(x,y)\bigcap f_{r}(x,y))}{count\_non\_zero\_pixels(f_{s}(x,y)\bigcup f_{r}(x,y))}}}
Вышеописанная техника на практике не всегда показывает хорошие результаты вследствие наличия шумов на изображениях. Для устранения этого недостатка данный алгоритм применяется итеративно (возможно, с изменением порядка подачи изображений в функцию). Каждый раз изображения выравниваются и рассчитывается показатель схожести. Конечным результатом будет считаться наибольший показатель схожести.

## Интересные факты
- В среднем сетчатка глаза человека содержит 92 миллиона палочек, поэтому её действительно можно считать уникальной.
- Исследования национальной лаборатории США показали, что вероятность ошибки второго рода при данном способе аутентификации крайне мала (меньше 1 %).